# 相城区
相城区是中国江苏省苏州市所辖的一个市辖区，地处中国江苏省东南部，苏州市中心，东依阳澄湖和昆山，西衔太湖，北接无锡和常熟，南临苏州古城、苏州工业园区和高新区。相城区是苏州乃至长三角地区交通最发达的区域之一。区域总面积为478平方公里。区人民政府驻阳澄湖东路8号。
相城區歷史悠久，因2500年前春秋吳國大臣伍子胥在陽澄湖畔“相土嘗水，象天法地”而得名，2001年2月28日，經國務院批准，原吳縣市撤市分設相城區。

## 歷史沿襲
秦始皇二十六年（公元前221年），置吴县，为会稽郡治所。后历为吴郡、吴州、苏州、苏州府治所。1912年1月1日至1912年9月24日，为江苏省省会。1928年城区划出设苏州市，1930年5月16日，撤苏州市，仍并入吴县。1949年，吴县划出城区建苏州市，市、县分治。同年，属苏州专区。1970年，属苏州地区。1983年3月，实行市管县新体制，撤销苏州地区行政公署，吴县隶属江苏省苏州市。1995年6月撤消吴县，设吴县市（县级市），2000年12月撤消吴县市，改设苏州市吴中区和相城区。

## 行政区划

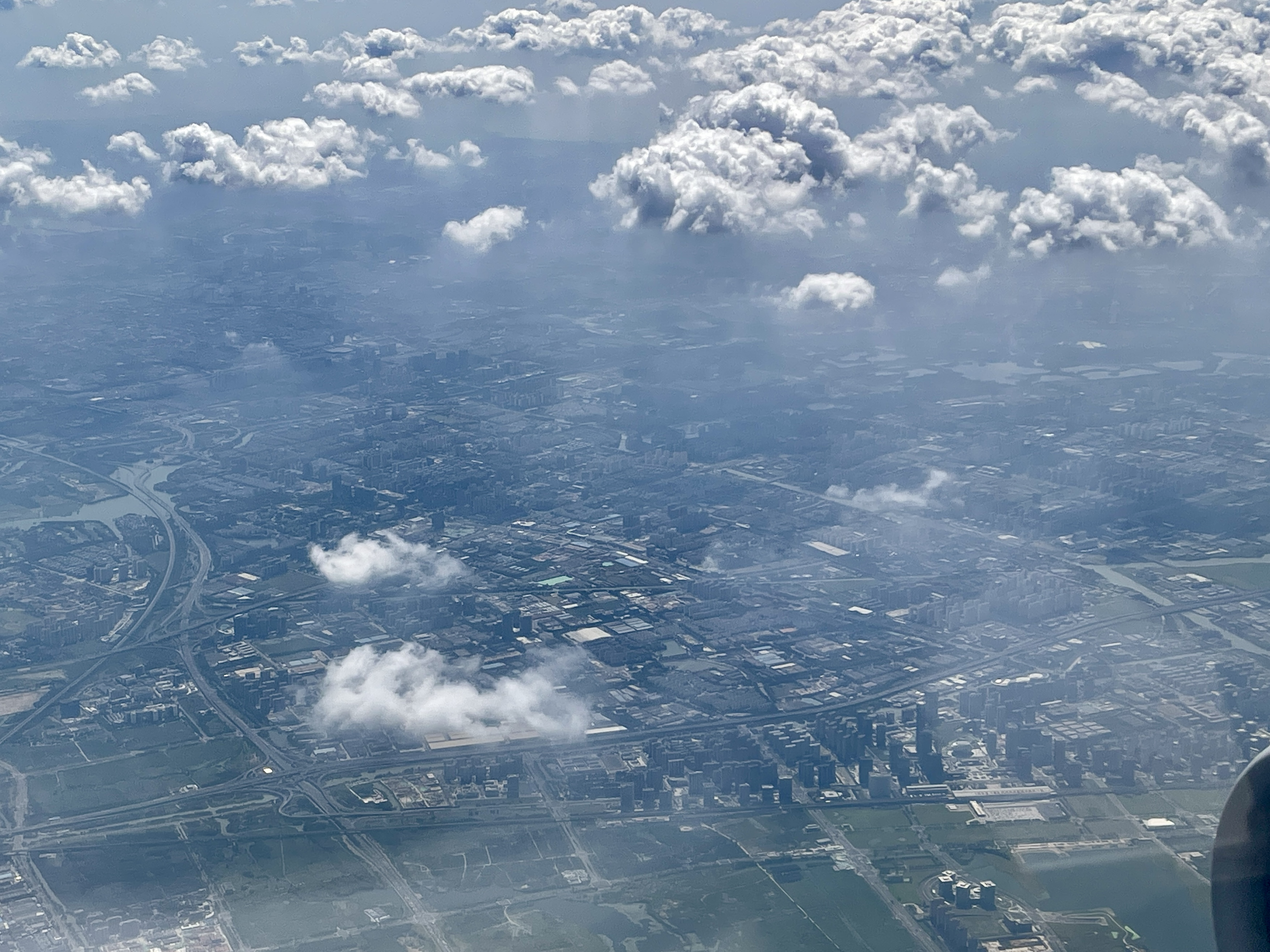
相城区俯瞰

截至2021年10月，相城区辖7个街道4个镇：元和街道、太平街道、黄桥街道、北桥街道、北河泾街道、漕湖街道、澄阳街道、望亭镇、黄埭镇、渭塘镇、阳澄湖镇，1个省级旅游度假区：阳澄湖生态休闲旅游度假区，1个高铁新城：苏州高铁新城。

## 人口
根據第七次全国人口普查显示相城区常住人口为891055人，男性人口占比53.04%，女性人口占比46.96%，年龄结构中0-14岁占比14.1%，15-59岁占比71.09%，60岁以上占比14.81%，65岁以上占比10.7%。

## 交通

### 公路
高速公路：苏嘉杭高速公路、苏州绕城高速公路和沪宁高速公路。
城市快速路：中环快速路、太阳路、227省道分流线、苏虞张一级公路。

### 铁路
- 京沪高速铁路
- 通苏嘉城际线
- 常苏嘉城际铁路

### 轨道交通
- 轨道交通： 
 2号线， 
 4号线， 
 7号线， 
 8号线， 
 10号线

## 旅遊
苏州中国花卉植物园、荷塘月色湿地公园、盛泽湖月季公园、阳澄湖生态休闲旅游度假区。

## 友好城市
- 荣州市
- 瑞典韦克舍